# Oude begraafplaats Torhout

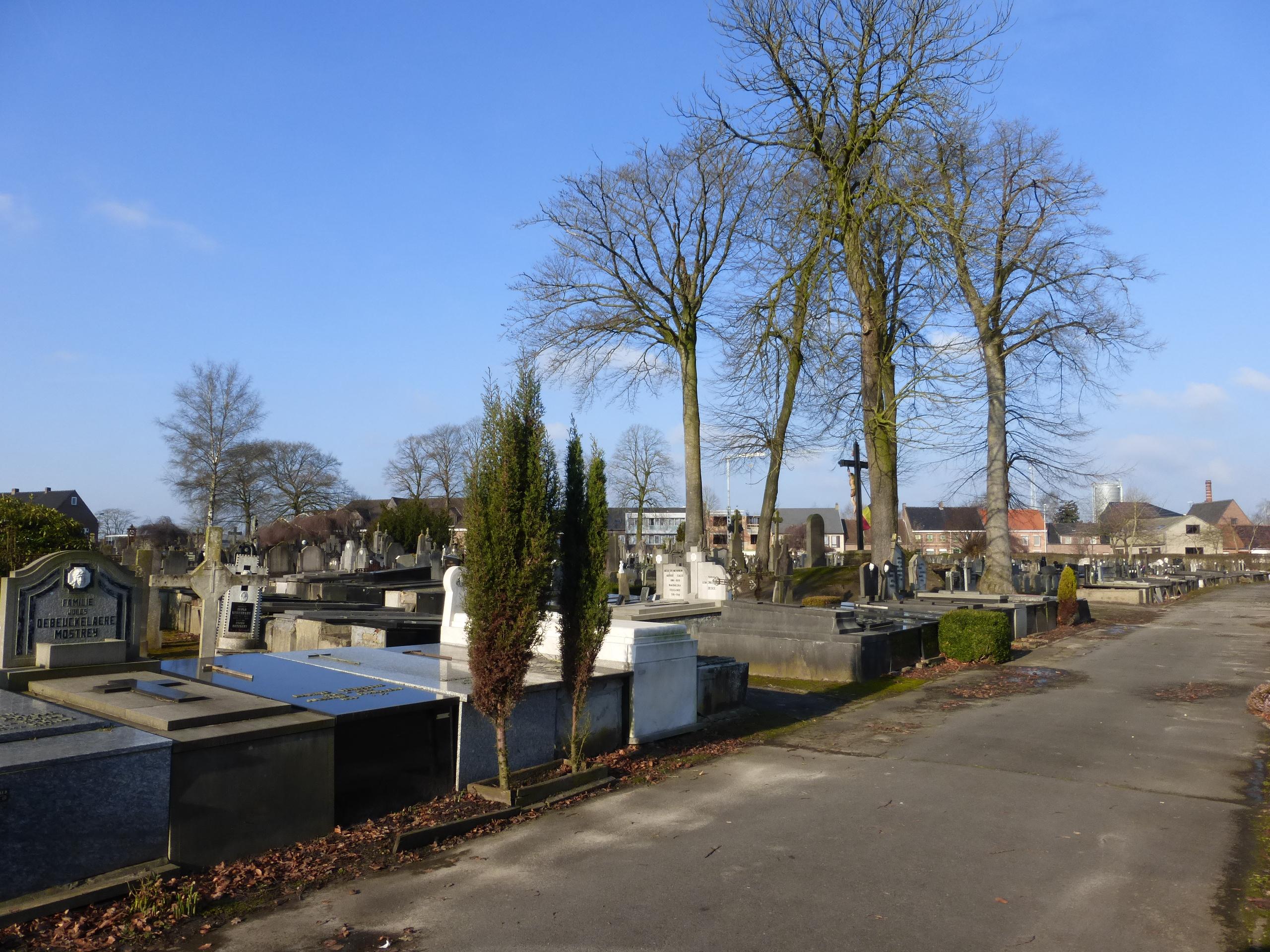

De "oude" begraafplaats in Torhout is een begraafplaats die van 1834 tot 1971 gebruikt werd.

## Ligging
De begraafplaats is terug te vinden op de Bruggestraat. De hoofdingang situeert zich aan de rotonde met de Bruggestraat, de Sint-Jozef straat en de Industrielaan. Bij het binnenrijden van Torhout via de Bruggestraat naar de rotonde toe, ligt de begraafplaats aan de linkerzijde.

### Vroeger
De oudste graven stammen van de nieuwe tijd. Ze lagen eerst op het kerkhof rond de Sint-Pietersbandenkerk. De graven werden in 1834 overgebracht naar deze begraafplaats. In 1883 was er een uitbreiding van de begraafplaats en sinds 1971 werd het begraven aldaar afgesloten. Men nam sindsdien de begraafplaats aan de Warandestraat in gebruik.

### Vandaag
In 2018 renoveerde de stad Torhout deze begraafplaats. De wandelpaden werden aangepakt en verbeterd.

## Indeling van de begraafplaats
Rond de begraafplaats staan beukenbomen en een haag. De begraafplaats zelf is opgebouwd rond een hoofdlaan waarop verschillende zijlanen aansluiten. Centraal ligt een calvarie met grafkelder, omringd door beuken. De omgeving rond de calvarieberg is voorbehouden voor de clerus. 
De begraafplaats is hiërarchisch ingedeeld: de duurste graven liggen aan de hoofdas. Hoe verder van de hoofdas verwijderd, hoe minder de graven kosten.